# Jatiya Sangsad
El Jatiya Sangsad, en bengalí: জাতীয় সংসদ Jatiyô Sôngsôd; literalment Parlament Nacional, al qual sovint es fa referència simplement com el Sangsad o JS i també conegut com la Casa de la Nació, és l'òrgan legislatiu suprem de Bangladesh. L'actual parlament de Bangladesh compta amb 350 escons, inclosos 50 escons reservats per a dones, que es distribueixen en funció del càrrec electe del partit en el parlament. Els ocupants electes es diuen membres del parlament o diputats. La 11a Elecció Parlamentària Nacional es va celebrar el 30 de desembre de 2018. Les eleccions se celebren cada cinc anys tret que el parlament es dissolgui abans d'aquesta data.
El líder del partit (o aliança de partits) que té la majoria dels escons es converteix en el Primer Ministre de Bangladesh, i en el cap de govern.
El President de Bangladesh, el cerimonial Cap d'Estat, és triat pel Parlament. Des de les eleccions nacionals de desembre de 2008, el partit actual és la Lliga Awami de Bangladesh. Està dirigida per la Primera Ministra Sheikh Hasina.